# Христо Намлиев
Христо Намлиев е български рок музикант и композитор.

## Биография
Роден е на 21 март 1968 г. в гр. София. Завършва философия в СУ „Св. Климент Охридски“. Автор е на музиката към редица игрални и документални филми, както и към много куклени и драматични спектакли. Пианист и композитор в рок – групата „Херманс Улф Бенд“, с която има издадени шест албума.
Като музикант участва в различни формации, изявяващи се по престижни фестивали в България и в чужбина. Kомпозитор, аранжор и студиен музикант – Христо Намлиев е свързан със създаването на над 150 продукции от всички музикални жанрове. Носител е на престижните театрални награди „Икар“ и „Аскеер“.